# Bontoc (Leyte do Sul)
Bontoc é um município de  quarta classe de renda municipal (d) na província Leyte do Sul, nas Filipinas. De acordo com o censo de 1 de maio  de  2020 possui uma população de 29 799 pessoas e 7 283 domicílios.